# Ångermanland
Ångermanland – prowincja historyczna (landskap) w Szwecji, położona w Norrland nad Zatoką Botnicką. Graniczy od południa z Medelpad, od zachodu z Jämtland oraz od północy z Lappland i Västerbotten.
Tradycyjne prowincje Szwecji nie pełnią administracyjnych czy politycznych funkcji. Ångermanland w większości leży w regionie administracyjnym Västernorrland, mniejsze części prowincji znajdują się w regionach Västerbotten i Jämtland.